# Lamprospiza melanoleuca
Lamprospiza melanoleuca là một loài chim trong họ Thraupidae.
Loài chim này được tìm thấy ở Bolivia, Brazil, Guiana thuộc Pháp, Guyana, Peru và Suriname.
Chế độ ăn bao gồm quả mọng, hạt, bọ cánh cứng và hoa đuôi sóc Cecropia. Chúng thường kiếm ăn theo nhóm từ ba đến tám cá thể có thể kết hợp với các đàn kiếm ăn hỗn hợp các loài. Chúng nhảy giữa các cành cây và thỉnh thoảng bay ra để săn mồi.